# Ryszard Soroko
Ryszard Soroko (ur. 14 września 1944 w Wilnie, zm. 28 maja 2009 w Mrągowie) – polski samorządowiec i działacz społeczny, starosta mrągowski (1999–2003), twórca Festiwalu Kultury Kresowej w Mrągowie.

## Życiorys
Po ukończeniu studiów na Akademii Rolniczo-Technicznej w Olsztynie pracował jako główny zootechnik w PGR w Szestnie, następnie wicedyrektor SKR w Mrągowie. W latach 80. i 90. prowadził własną  działalność gospodarczą.
W 1988 założył Towarzystwo Miłośników Wilna i Ziemi Wileńskiej w Mrągowie, a w 1995 z jego inicjatywy odbył się po raz pierwszy Festiwal Kultury Kresowej. Był także współtwórcą sceny teatralnej w Centrum Kultury i Turystyki w Mrągowie. W 1999 objął obowiązki pierwszego starosty mrągowskiego po przywróceniu powiatów w Polsce.
W wyborach w 1993 ubiegał się o mandat poselski z ramienia Koalicji dla Rzeczypospolitej, zaś w wyborach w 1997 z ramienia ROP. Następnie był związany z Unią Wolności, z jej rekomendacji kandydował w wyborach do Senatu w 2001.
Został odznaczony Nagrodą im. Michała Lengowskiego oraz Orderem Uśmiechu.
Pochowany został na cmentarzu komunalnym w Mrągowie.